# Stramproy
Stramproy (Limburgs: Rooj) is een kerkdorp en voormalige gemeente in Midden-Limburg (Nederland). In 1998 is de gemeente bij een herindeling opgeheven, en toegevoegd aan de gemeente Weert. De kern met buitengebied telt per 1 januari 2023 5.295 inwoners.
Stramproy ligt vlak aan de Belgische grens, ongeveer vijf kilometer ten zuiden van de stadsrand van Weert. De doorgaande weg van het Belgische Maaseik naar Weert loopt door het dorp.
In Stramproy wordt een Horns, Centraal-Limburgs dialect gesproken. 

## Geschiedenis
In 1244 wordt er voor het eerst melding gemaakt van de naam Rode. Stramprode, hetgeen staat voor ontgonnen bos, wordt in 1299 voor het eerst vermeld. Op atlaskaarten in 1866 wordt de plaats vermeld als Stamproij. Stramproy was een van de vier kwartieren van het kleine vorstendom Thorn. De andere drie waren: Thorn, Grathem-Baexem en Ell-Haler-Ittervoort. In de Franse tijd werd het ingedeeld bij het departement Nedermaas in het kanton Weert.
In 1851 stelde G.M. Poell uit Weert in zijn "Beschrijving van het Hertogdom Limburg" Stramproy als volgt voor: Een dorp met vijf gehuchten of rothen: Bergerroth in het westen, Torenroth in het oosten, Breijvinsroth in het noordwesten, Heijerroth in het zuidwesten en Molenbroekroth in het noordoosten. Zij beslaat een oppervlakte van ruim 1124 bunders, telt 229 huizen, bewoond door 1219 inwoners, die meestal in de landbouw hun bestaan vinden. Rothen vonden hun bestaan in de middeleeuwen. Elk roth had een rothmeester die werd gekozen door de burgemeester. Elk roth bezat ook een schans waar vrouwen, kinderen en waardevolle bezittingen in tijd van nood veiliggesteld konden worden. De schans was ongeveer één hectare groot en was doorgaans gelegen in een moerassige streek. Om het perceel lag een diepe gracht. Aan de binnenkant werden palen in de grond geslagen en daartussen vlocht men twijgen. Achter deze twijgen werd de grond uit de gracht opgeworpen tot een hoogte van circa twee meter. Aan de ingang was een ophaalbrug. Binnen de schans konden hutten gebouwd worden. De schans kon bescherming bieden tegen rovers en plunderende bendes. In het oosten lag de Reinkesschans en in het zuiden de Groone Schans.
Rond 1700 behoorde Stramproy tot het vorstendom Thorn. Het werd begrensd ten oosten door de Vrijheerlijkheid Kessenich, waaronder de buurten Hunsel en Kinrooi, ten zuiden door het vrijdorp Neeritter waartoe Molenbeersel behoorde, ten zuidwesten door het graafschap Loon met de grensplaatsen Tongerlo, Bree, Beek en Bocholt, ten noordoosten door Hunsel en ten slotte ten noordwesten door Weert. Tussen Weert en Stramproy vormde een keten van zandheuvels een natuurlijk grens.

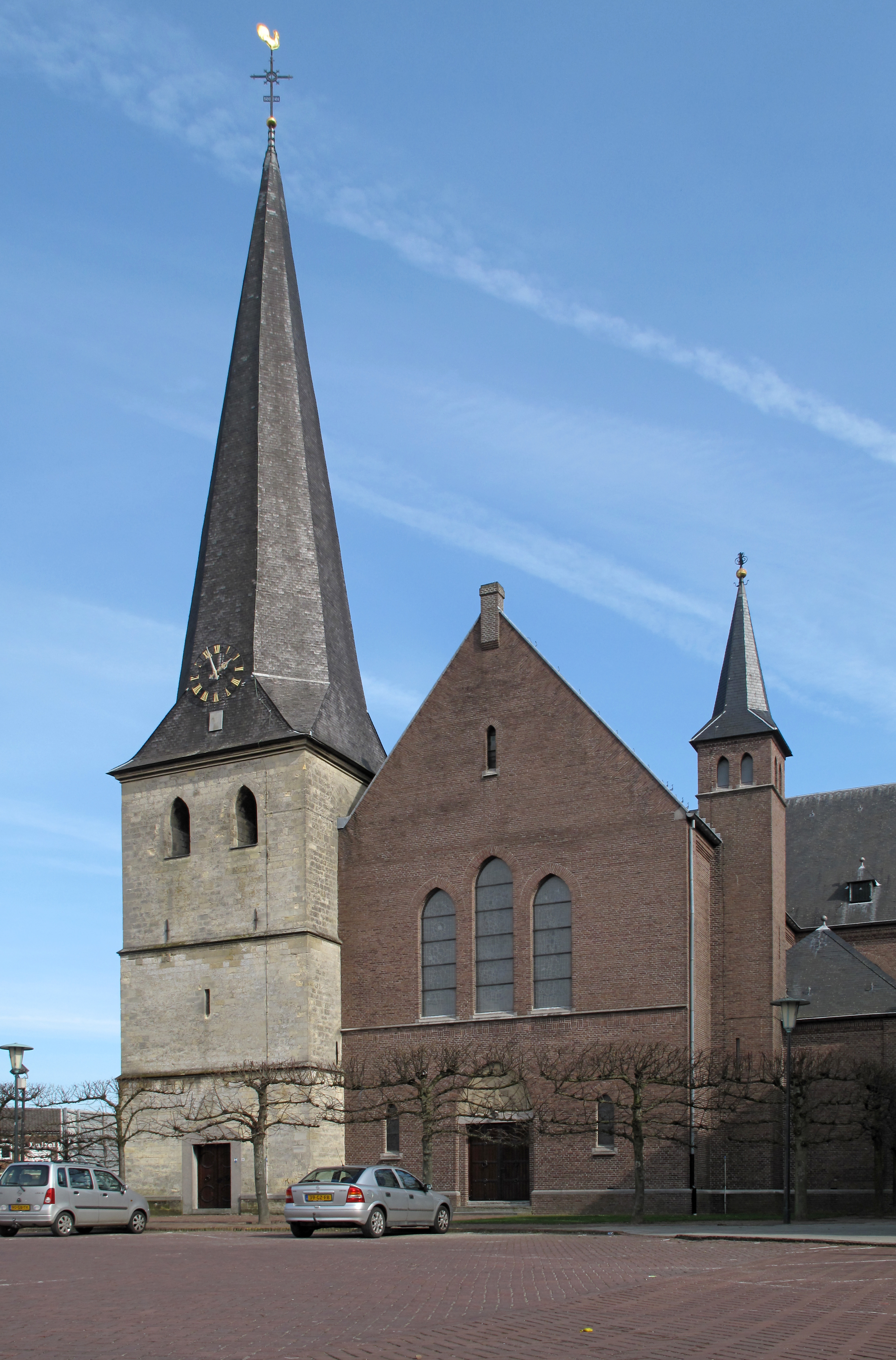
Sint-Willibrorduskerk

Vanaf ongeveer 1800 was Stramproy een zelfstandige gemeente met eigen burgemeesters, gemeentesecretarissen, gemeenteontvangers, wethouders en raadsleden. De langstzittende burgemeester was J.M. Smeijers. Hij was 36 jaar lang burgemeester, van 1876 tot 1911. De laatste burgemeester van de gemeente Stramproy was Frans Beckers. In 1998 ging Stramproy op in de gemeente Weert, waar Loeki van Balen burgemeester was. In de 19e eeuw werd om de wateroverlast in het gebied te beteugelen het waterschap Het Land van Weert opgericht.
De uit Frankrijk afkomstige Zusters van Aanbidding der Gerechtigheid Gods (Congrégation des Soeurs adoratrices et victimes de la justice de Dieu) vestigden zich in 1903 in Stramproy, waar in 1910, aan de Frans Strouxstraat 9, een klooster voor hen werd gebouwd. Deze zusters hadden hun moederklooster in Baarlo. In 1923 werd het klooster nog uitgebreid. De zusters gaven onderwijs, beoefenden wijkverpleging en ouderenzorg, gaven cursussen en waren betrokken bij het jongerenwerk voor vrouwen. In 2004 werd het klooster gesloopt en kwamen er ouderenwoningen voor in de plaats.

## Bezienswaardigheden
- De Sint-Willibrorduskerk van Stramproy dateert uit 1923 (behalve de toren van mergelsteen die stamt uit de 16e eeuw). De kerk is toegewijd aan de heilige Willibrordus. Men verhaalt dat deze Willibrordus vaak van Waalre bij Eindhoven over Stramproy naar Aldeneik en Susteren reisde. De huidige Willibrordusstraat stond vroeger bekend als Willibrorduspad, en zou naar verluidt door Willibrord gebruikt zijn.
- Kapelletjes
  - Neelkeskapel, aan Vloedmolenweg 10, niskapelletje, in 1918 opgericht door een moeder uit dankbaarheid dat haar zoon de Spaanse griep had overleefd.
  - Maoskapel of Heilig-Hartkapel, een moderne open kapel -feitelijk een Heilig Hartbeeld onder een afdak- aan hoek Molenweg-Wilhelminastraat.
  - Breyvinkapel, uit 1805, betreedbaar kapelletje, bij Neelestraat 7.
  - Klotjeskapel, uit 1941, gewijd aan Maria Koningin van de Vrede, niskapel nabij Horsterweg 48.
  - Sint-Jobkapel van rond 1500 in buurtschap Hei.
  - Heyerkapel uit 1853 in buurtschap Hei.
- Hoeve Götjens, aan Wilhelminastraat 2, een gesloten hoeve waarvan de geschiedenis teruggaat tot de 17e eeuw, toen het een leen was van de Abdij van Thorn.
- Gesloten hoeve aan Julianastraat 31, met 17e-eeuws woonhuis met gezwenkte topgevels, en 18e-eeuwse bedrijfsgebouwen.
- Heilig Hartbeeld, afkomstig uit het voormalig zustersklooster, in de tuin aan Oude Trambaan, voor een verzorgingstehuis
- Vredesmonument
- Religieuze keramieken van Cor van Geleuken in de tuin van het appartementencomplex Kwartierstaete (ingang via Kerkplein). Deze reliëfs zijn in 2019 gerestaureerd door de Stichting Heyerkapel en in 2020 geplaatst in samenwerking met Woningstichting St. Joseph.
- Voormalig gemeentehuis, Frans Strouxstraat 4a/f, 1943, restauratie in 2018. Bij de restauratie is het oude gemeentewapen dat door puur toeval niet verloren was gegaan op de oude plek teruggeplaatst. Aan het gebouw wappert de Roojer vlag.
- Molens
  - De beltmolen Nijs
  - De standerdmolen Sint-Jan
  - De Broekmolen, een watermolen op de Abeek.
  - Rond 1450 stond er in Stramproy nóg een watermolen, de Vloedmolen. Waarschijnlijk was dit de oudste graanmolen van Stramproy. Hij stond op de Tungelroyse Beek bij de Vloedbrug nabij Meulenhof en Stapershof.

## Natuur en landschap

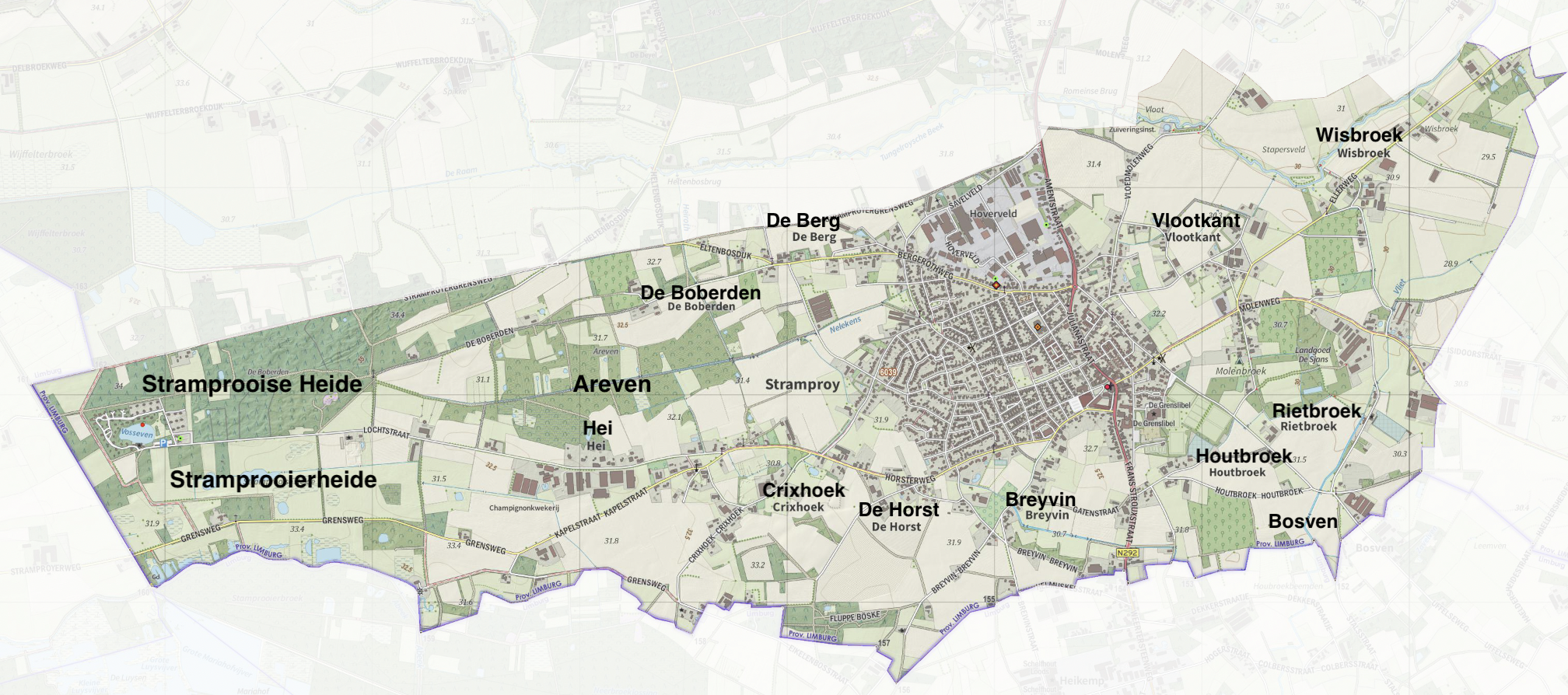
Natuurgebieden en Buurtschappen in Stramproy

De omgeving van Stramproy is sterk agrarisch. In het zuidwesten vindt men grote champignonbedrijven. Ten noordwesten van het dorp ligt een groot bos- en heidegebied, waar natuurgebieden liggen als de Tungelerwallen, het Areven en de Stramprooierheide. Direct aansluitend in België vindt men grote natuurgebieden als het Stramprooierbroek en De Luysen. Deze behoren alle tot het natuurpark Kempen-Broek.
Het dorp ligt op een hoogte van ongeveer 32 meter. De belangrijkste waterloop is de Tungelroyse Beek, die ten noorden van het dorp van west naar oost loopt. Ten zuidoosten van het dorp stroomt de Vliet, een zijbeek van de Tungelroyse Beek.

## Economie
Naast landbouw en toerisme is ook industriële bedrijvigheid aanwezig. Ten noorden van de kom ligt het bedrijventerrein Savelveld. Dit gebied meet 25 ha en er zijn (2016) een twintigtal bedrijven gevestigd die werk bieden aan 500 personen. Een van de bedrijven is Weert Groep, die een verzinkerij omvat. Een ander bedrijf is CPS Engineering, dat verpakkingsmachines vervaardigt. Enige bekendheid verwierf Machinefabriek Stramproy in de jaren 80 van de 20e eeuw, zijnde het eerste bedrijf dat door Joep van den Nieuwenhuyzen werd opgekocht en een tiental jaren later failliet ging.
Tot 1975 werd in Stramproy het Maes-bier gebrouwen door brouwerij De Kroon, niet te verwarren met Brouwerij Maes.

## Verenigingsleven
In 2006 werd in Stramproy het OLS gehouden. Er was bezoek van koningin Beatrix van Nederland en kroonprins Filip van België. Uiteindelijk won Nederweert. In 2012 won Stramproy opnieuw het OLS in Ellikom. Schutterij St. Antonius nam in 2013 de organisatie van het Oud Limburgs Schuttersfeest op zich.

## Toerisme
Stramproy is omgeven door uitgestrekte natuurgebieden. Door de splitsing van Nederland en België ligt een groot gedeelte van de "Roojer" natuur op Belgisch grondgebied. Naast natuurliefhebbers is deze omgeving door het fietsknooppuntensysteem zeer geschikt voor fietsers en wandelaars. In het buitengebied van Altweerterheide (7 km) ligt een achttien holes golfbaan en in Hunsel (7 km) een negen holes golfbaan. Overnachten kan in enkele B & B's, een vakantieboerderij met (mini-)camping en een bungalowpark. In het dorp liggen meerdere restaurants met gezellige terrasjes en diverse cafés. Het winkelaanbod is goed verzorgd.

## Bekende inwoners
Wellicht de bekendste inwoner van de gemeente was Mary Servaes, alias de Zangeres Zonder Naam, die hier vanaf 1966 een groot gedeelte van haar leven heeft gewoond. Verder zijn ook The Classics (Yellow Sun of Ecuador en My Lady of Spain) afkomstig uit dit dorp. Streekgewoontes werden in streektaal door De Mooshoofpaadzengers bezongen. Deze zanggroep van negen mannen brachten in hun genre  meer dan 100 dialectliedjes op de markt. Tegenwoordig is de Hoube Dré Band een populaire Limburgstalige band uit het dorp.

## Geboren in Stramproy
- Albert Hoeben (1920-2014), marinier, ridder van de Militaire Willems-Orde
- Toine Gresel (1953), politicus
- Jeroen Lenaers (1984), lid van het Europees Parlement namens het CDA sinds 2014.

## Nabijgelegen kernen

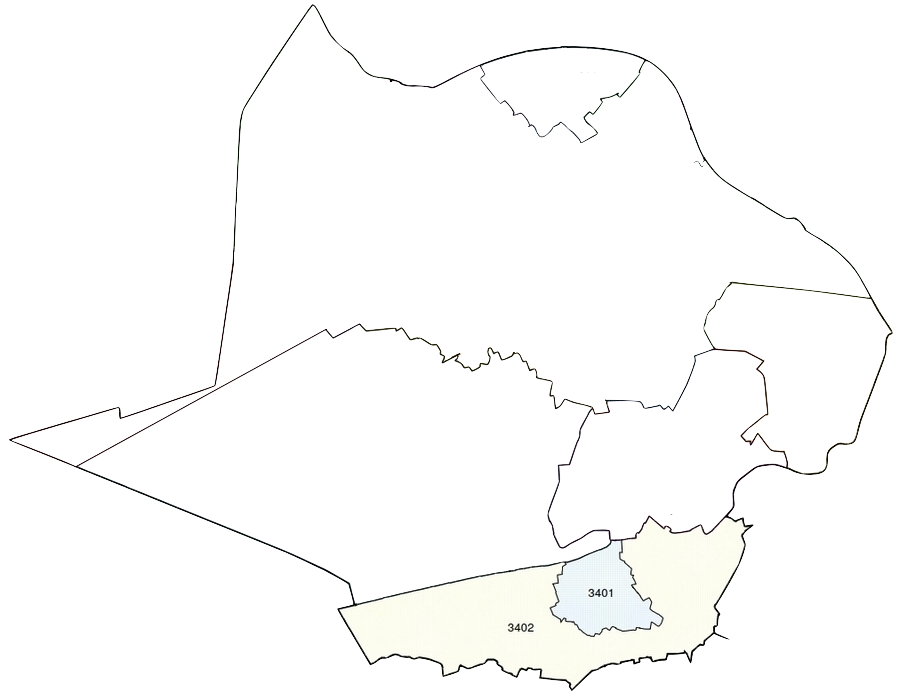
34. Stramproy met 3401 Stramproy en 3402 Stramproy buitengebied

Molenbeersel, Haler, Altweerterheide, Tungelroy, Weert
| Altweerterheide |  | Tungelroy        |  | Ell   |
|                 |  |                  |  |       |
| Bocholt (B)     |  |                  |  |       |
|                 |  |                  |  |       |
|                 |  | Molenbeersel (B) |  | Haler |

Stad: Weert

Kerkdorpen: Altweerterheide · Laar · Stramproy · Swartbroek · Tungelroy 

Buurtschappen: Altweert · Bosven · Breyvin · Castert · Crixhoek · De Berg · De Boberden · De Horst · Dijkerstraat · Hei · Houtbroek · Hushoven · Oud-Boshoven · Rietbroek · Vlootkant · Wisbroek

Woonwijken: Boshoven (Vrakker · Oda · Oud-Boshoven) · Laarveld · Molenakker · Kampershoek · Fatima · Weert-Centrum · Biest · Groenewoud · Leuken (Vrouwenhof · Leuken-Noord) · Keent (Parkhof) · Moesel · Graswinkel · Rond de Kazerne (Altweert · Boshoverbeek) 

Limburg: Steden en dorpen      Nederland: Provincies · Gemeenten